# Biatlon op de Olympische Winterspelen 1984
Biatlon is een van de sporten die beoefend werden tijdens de Olympische Winterspelen 1984 in Sarajevo, Joegoslavië. De wedstrijden vonden plaats in Veliko Polje, Igman in Hadžići.

## Heren

### 10 kilometer sprint
| Rang   | Sporter(s)          | Land | Tijd    | Pen. |
| ------ | ------------------- | ---- | ------- | ---- |
| Goud   | Eirik Kvalfoss      | NOR  | 30:53.8 | 2    |
| Zilver | Peter Angerer       | FRG  | 31:02.4 | 1    |
| Brons  | Matthias Jacob      | GDR  | 31:10.5 | 0    |
| 4      | Kjell Søbak         | NOR  | 31:19.7 | 1    |
| 5      | Algimantas Šalna    | URS  | 31:20.8 | 2    |
| 6      | Yvon Mougel         | FRA  | 31:32.9 | 2    |
| 7      | Frank-Peter Roetsch | GDR  | 31:49.8 | 2    |
| 8      | Fritz Fischer       | FRG  | 32:04.7 | 2    |

### 20 kilometer individueel
| rang   | sporter(s)          | land | tijd      | pen. |
| ------ | ------------------- | ---- | --------- | ---- |
| Goud   | Peter Angerer       | FRG  | 1:11:52.7 | 2    |
| Zilver | Frank-Peter Roetsch | GDR  | 1:13:21.4 | 3    |
| Brons  | Eirik Kvalfoss      | NOR  | 1:14:02.4 | 5    |
| 4      | Yvon Mougel         | FRA  | 1:14:53.1 | 4    |
| 5      | Frank Ullrich       | GDR  | 1:14:53.7 | 3    |
| 6      | Rolf Storsveen      | NOR  | 1:15:23.9 | 4    |
| 7      | Fritz Fischer       | FRG  | 1:15:49.7 | 4    |
| 8      | Leif Andersson      | SWE  | 1:16:19.3 | 3    |

### 4 x 7,5 kilometer estafette
| rang   | sporter(s)                                                        | land | tijd      | pen. |
| ------ | ----------------------------------------------------------------- | ---- | --------- | ---- |
| Goud   | Dmitri Vasiljev Joeri Kasjkarov Algimantas Šalna Sergej Boeligin  | URS  | 1:38:51.7 | 2    |
| Zilver | Odd Lirhus Eirik Kvalfoss Rolf Storsveen Kjell Søbak              | NOR  | 1:39:03.9 | 2    |
| Brons  | Ernst Reiter Walter Pichler Peter Angerer Fritz Fischer           | FRG  | 1:39:05.1 | 1    |
| 4      | Holger Wick Frank-Peter Roetsch Matthias Jacob Frank Ullrich      | GDR  | 1:40.04.7 | 1    |
| 5      | Adriano Darioli Gottlieb Taschler Johann Passler Andreas Zingerle | ITA  | 1:42.32.8 | 0    |
| 6      | Jaromir Šimůnek Zdenek Hák Petr Zelinka Jan Matouš                | TCH  | 1:42:40.5 | 4    |
| 7      | Keijo Tiitola Toivo Mäkikyrö Arto Jääskeläinen Tapio Piipponen    | FIN  | 1:43:16.0 | 2    |
| 8      | Rudolf Horn Walter Hörl Franz Schuler Alfred Eder                 | AUT  | 1:43:28.1 | 1    |

## Medaillespiegel
| Plaats | Land                     | NOC    | Goud | Zilver | Brons | Totaal |
| ------ | ------------------------ | ------ | ---- | ------ | ----- | ------ |
| 1      | Noorwegen                | NOR    | 1    | 1      | 1     | 3      |
| 1      | Bondsrepubliek Duitsland | FRG    | 1    | 1      | 1     | 3      |
| 3      | Sovjet-Unie              | URS    | 1    | 0      | 0     | 1      |
| 4      | DDR                      | GDR    | 0    | 1      | 1     | 2      |
| Totaal | Totaal                   | Totaal | 3    | 3      | 3     | 9      |